# Skärjebosjön
Skärjebosjön är en sjö i Svenljunga kommun i Västergötland och ingår i Ätrans huvudavrinningsområde. Sjön har en area på 0,294 kvadratkilometer och ligger 157,2 meter över havet.

## Delavrinningsområde
Skärjebosjön ingår i det delavrinningsområde (635180-134145) som SMHI kallar för Inloppet i Fegen. Medelhöjden är 156 meter över havet och ytan är 30,38 kvadratkilometer. Räknas de 2 avrinningsområdena uppströms in blir den ackumulerade arean 64,89 kvadratkilometer. Porsån (Kvarnatorpsån) som avvattnar avrinningsområdet har biflödesordning 3, vilket innebär att vattnet flödar genom totalt 3 vattendrag innan det når havet efter 116 kilometer. Avrinningsområdet består mestadels av skog (73 %). Avrinningsområdet har 2,36 kvadratkilometer vattenytor vilket ger det en sjöprocent på 7,8 %.